# Naojiro Sasaki
Pour les articles homonymes, voir Sasaki.
Naojiro Sasaki (佐々木 直次郎, Sasaki Naojirō, 27 mars 1901 - 24 mai 1943) était un traducteur japonais. Sasaki a notamment traduit en japonais les œuvres d'Edgar Allan Poe.